# Los Patios (ort i Colombia, Norte de Santander, lat 7,84, long -72,50)
Los Patios är en ort i Colombia.   Den ligger i departementet Norte de Santander, i den norra delen av landet, 400 km norr om huvudstaden Bogotá. Los Patios ligger 395 meter över havet och antalet invånare är 58 661.
Terrängen runt Los Patios är kuperad åt sydväst, men åt nordost är den platt. Terrängen runt Los Patios sluttar norrut. Runt Los Patios är det tätbefolkat, med 286 invånare per kvadratkilometer. Närmaste större samhälle är Cúcuta, 6,2 km norr om Los Patios. Omgivningarna runt Los Patios är en mosaik av jordbruksmark och naturlig växtlighet.